# Pablo Tiján Roncevic
Pablo Tijan Roncevic (en croataːPavao Tijan) (Senj, Croacia, 15 de junio de 1908-Madrid, 2 de julio de 1997) fue un enciclopedista y lexicógrafo croata. Fue el esposo de la locutora de radio de los emigrantes croatas en España Nedjeljka Luetić-Tijan.

## Biografía

### Infancia y juventud en Croacia
Estudió en la Universidad de Zagreb, donde se graduó en estudios croatas y eslavos en 1930. Más tarde trabajó como profesor de secundaria y fue tutor del conde Jakob Eltz en su hacienda de Vokovar. Fue uno de los fundadores del proyecto Enciclopedia croata y miembro del Instituto Bibliográfico Editorial de Croacia, donde editó la publicación Književni tjednik (Semanario literario). Durante la Segunda Guerra Mundial, editó el bimensual Croacia. Con el profesor Ante Šercer y el doctor Drago Perović, fundó las Facultades de Teología y Medicina en Sarajevo en 1944. 

### Exilio
Después de la caída del Estado Independiente de Croacia en 1945, huyó del ya cercano ejército partisano yugoslavo por temor a represalias. Su esposa e hija de pocos meses se quedaron en Zagreb. Primero se dirigió a Austria y desde allí a Roma, donde en 1946 publicó el libro Martyrium Croatiae (Martirio croata) con otros refugiados croatas. En 1947 llegó a Madrid donde residió hasta el final de su vida. En 1955 logró reencontrarse con su familia en París. Su mujer contó en sus memorias que los comunistas nunca les darían a ella y a su hija un pasaporte para viajar a España. Sin embargo, los españoles le concedieron a Pablo una beca para París. La familia se reunió en la capital francesa después de diez años de separación y desde allí, los tres viajaron a Madrid.

### Traslado definitivo a España
En España, trabajó en el Consejo Superior de Investigaciones Científicas, y dio diversas conferencias. Además Pablo Tiján colaboró en otras publicaciones, entre las que destacan:
- editor técnico de la Enciclopedia de la Cultura Española, volúmenes I-V, Madrid, 1963-1968,
- editor adjunto de la enciclopedia biográfica "Forjadores del Mundo Contemporáneo", volúmenes I-IV, Madrid, 1959-1961,
- colaborador de Las grandes corrientes del pensamiento contemporáneo ( colección: Grandes heraldos del pensamiento contemporáneo), Madrid, 1959, volúmenes I-II,
- colaborador de Geografía Universal (Geografía General), Barcelona 1952.

#### Programa en Radio Nacional de España
Después de tres años de esfuerzo, Tijan inició y editó un programa de radio croata en Radio Nacional de España. La idea era comunicarse con croatas en croata y no contar con la audiencia yugoslava porque no había idioma yugoslavo, al igual que no había idioma belga, suizo o checoslovaco. Las emisiones de radio comenzaron el 19 de enero de 1956. Tijan era el editor y el doctor Zvonimir Putica el locutor. Muy pronto fue sustituido por Nedjeljka Luetić Tijan. Radio Nacional de España ofrecía emisiones en onda corta para los países de Europa Central y Oriental y en chino. El propósito de los programas era refutar ideológicamente el comunismo y revelar su dominio inhumano, fortalecer a las personas en la fe y apoyar la esperanza de liberación. La emisión continuó hasta finales de 1975, cuando el gobierno español canceló todos estos programas.
En palabras de Tijan: "Nuestros programas han dejado la marca del nacionalismo, no el nacionalismo intolerante e imperialista que rechaza el mundo democrático libre, sino el espíritu y la conciencia nacional que une a los miembros de una nación en una comunidad fuerte que lucha por los derechos nacionales y prepara un futuro mejor y más seguro para su gente para construir el propio estado".
En 1993 viajó a Croacia después de una ausencia de 48 años, donde visitó Zagreb y Senj, su ciudad natal que lo nombró ciudadano honorario Murió en Madrid en 1997.
En 2007, el gobierno croata transfirió sus obras escritas de Madrid a Zagreb.

## Premios
- Cruz de Alfonso X el Sabio otorgada por el Estado español por sus méritos en el campo de la cultura.